# Royal Shrovetide Football
La Royal Shrovetide Football è una partita di calcio medievale (solo vagamente simile al Calcio storico fiorentino) che si tiene ogni anno ad Ashbourne una piccola cittadina del Derbyshire, in Inghilterra. La competizione si svolge ogni anno il martedì grasso e il mercoledì delle ceneri.
Le due squadre si chiamano Up’ards e Down’ards, ovvero squadre composte dagli abitanti di Ashbourne rispettivamente nati a nord o a sud del fiume Henmore.

## Regole
La manifestazione ha semplici regole:
- si gioca in due giornate, dalle 14 alle 22;
- se viene segnato un gol prima delle 17 si ricomincia dal centro della città con un’altra palla;
- ogni squadra deve fare gol nella propria porta (quindi deve fare autogol) e le due porte sono situate a 4,8 chilometri di distanza l'una dall'altra e sono costituiti da i resti di vecchi mulini;
- la palla non viene spostata con i piedi: decine e a volte centinaia di persone la muovono con le mani, in modo simile a quello che succede in un’enorme mischia di rugby;
- la palla non può essere nascosta né trasportata su mezzi motorizzati.

Il giocatore che fa gol viene portato a spalla dai suoi compagni di squadra nel cortile del The Green Man Royal Hotel e al Boswell Bar, due luoghi molto conosciuti di Ashbourne.